# Vulrod Motors
Vulrod Motors war ein britischer Hersteller von Automobilen.

## Vorgeschichte
Malcolm und Peter Craker betrieben an der Old Homesdale Road in Bromley im London Borough of Bromley die Werkstatt Homesdale Motor Traders. Zwischen 1970 und 1971 stellten sie Automobile und Kits her, die sie als Vulture anboten.

## Unternehmensgeschichte
Michael Jeffs gründete 1971 das Unternehmen in Peterborough. Er übernahm Homesdale Motor Traders sowie deren Fahrzeugproduktion. Der Markenname blieb unverändert. 1972 endete die Produktion. Insgesamt entstanden etwa 120 Exemplare.
Kingfisher Kustoms bot zwischen 1983 und 1991 unter der Marke Kingfisher den Kingfisher Kombat an, der auf dem Vulture basierte.

## Fahrzeuge
Das einzige Modell war ein VW-Buggy. Die Basis bildete ein gekürztes Fahrgestell vom VW Käfer. Zunächst kostete ein Bausatz 170 Pfund, ab 1971 nur noch 135 Pfund.
Das Auktionshaus Dorset Vintage & Classic Auctions versteigerte am 19. September 2013 ein Fahrzeug für 6600 Pfund.